# Schmaltz

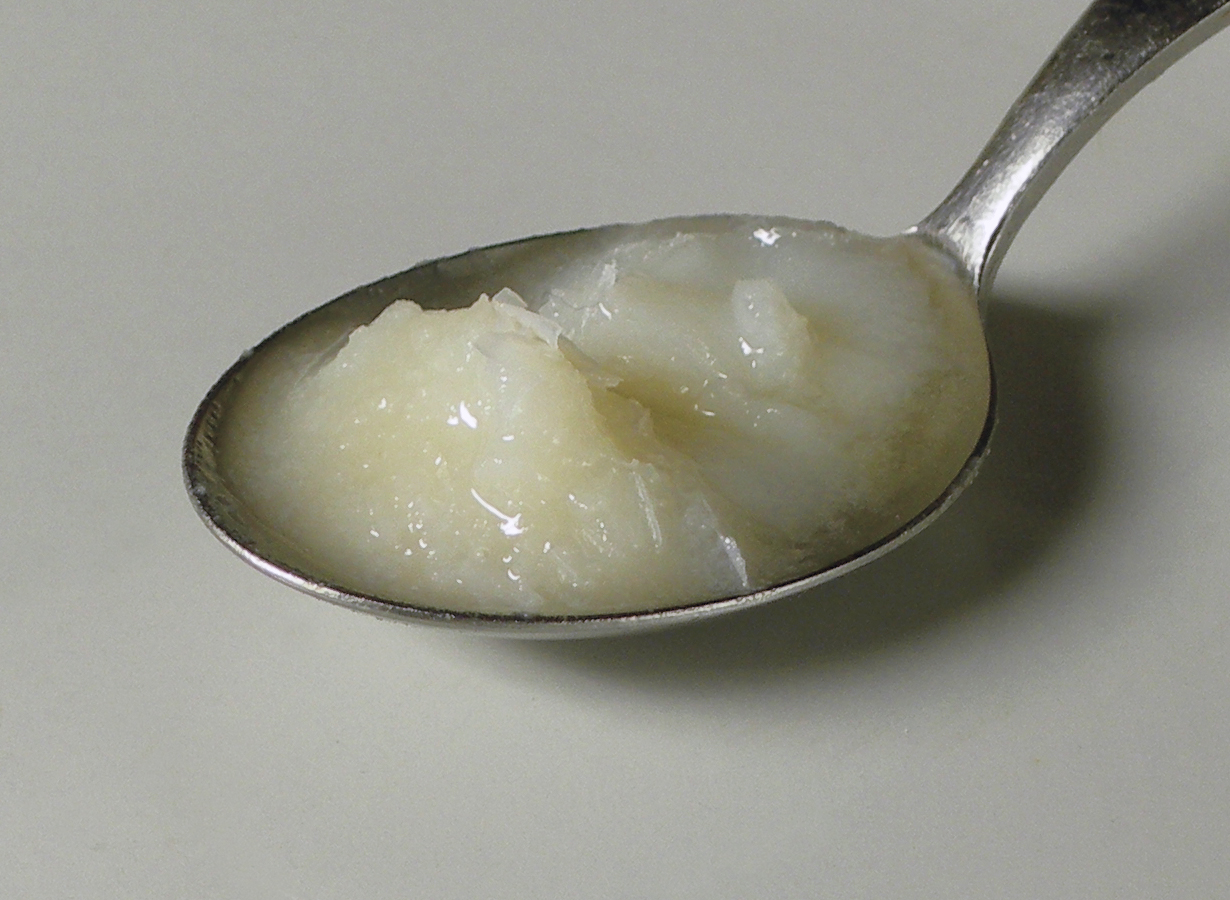
Gaenseschmalz (schmaltz de ganso).

El schmaltz o schmalz es grasa procesada de pollo o ganso usada para freír o untar sobre pan. Es popular en la gastronomía judía, siendo usado por los judíos del noroeste y este de Europa a quienes el cashrut les prohibía freír carne en mantequilla o manteca, las grasas típicas para freír en la región, y que no podía obtener los otros aceites de cocina, como el de oliva o el de sésamo, que había usado en Oriente Medio y el Mediterráneo. El engorde de gansos para obtener más grasa dio como producto secundario el primer foie gras europeo.

## Etimología
שמאַלץ shmalts es la palabra yidis para ‘grasa de pollo’, estrechamente relacionado con la alemana schmalz, ‘manteca de cerdo’, ambos del alto alemán medio smalz.

## Elaboración
La elaboración de schmaltz implica cortar los tejidos grasos del ave (pollo o ganso) en trozos pequeños, fundir la grasa y recogerla. El schmaltz puede prepararse con un proceso seco, en el que los trozos se cocinan a baja temperatura y se remueven, extrayendo gradualmente la grasa. También existe un proceso húmedo en el que la grasa se funde inyectando vapor. El schmaltz procesado se filtra entonces y se clarifica.
El schmaltz casero de estilo judío se hace cortando la grasa en trozos pequeños y fundiéndola en una sartén a fuego bajo o moderado, normalmente con cebolla. Tras extraer la mayoría de la grasa, se filtra por una estopilla a un tarro. Los trozos restantes crujientes y oscurecidos de piel y cebolla se conocen en yidis como gribenes.

## Uso
Como el proceso de extracción retira el agua y las proteínas, el schmaltz no se estropea fácilmente. Puede usarse incluso para conservar carnes cocinadas si se envasan en tarros herméticos almacenados en un lugar seco y fresco, de forma parecida al confit francés.
A menudo el schmaltz tiene un aroma fuerte, y por tanto se usa en recetas pesadas como estofados y asados. También se toma untado en pan, para lo que a veces se elabora salado, empleándose pan integral, que también tiene un sabor fuerte.

## Schmaltzvegetariano
Una versión vegetariana (y por tanto pareve) del schmaltz fue comercializada por primera vez en Sudáfrica por Debra's bajo el eslogan «Ni siquiera el pollo puede distinguirlo». El sabor y textura son parecidos al del auténtico schmaltz de pollo, pero el contenido en grasas saturadas es mucho menor.